# 初鹿鎮東宮
22°51′54″N 121°05′40″E / 22.864894°N 121.094458°E
初鹿鎮東宮位於臺灣臺東縣卑南鄉初鹿村，是一間主祭祀黑面媽祖的道教廟宇。而在鎮東宮山下，初鹿村活動中心一旁，另有一間祭祀粉面媽祖的讚天宮，兩間廟所祭祀的媽祖，同是來自嘉義縣太保市鎮福宮所分靈出的媽祖神像。鎮東宮的信徒有部分是居住在初鹿村的客家人族群，其他還有來自嘉義縣太保市、雲林縣元長鄉、北港鎮、彰化縣埤頭鄉所移居的閩南人，另外還有部分的原住民卑南族人也是該廟的信徒。

## 沿革
時任初鹿村村長的徐鬧於1961年從嘉義縣太保市移居至臺東縣初鹿村，並從故鄉鎮福宮迎駕該廟的媽祖分靈後來到臺東縣卑南鄉初鹿村進行地方出巡，後來再將媽祖神像供奉在自己家中祭祀，而該尊神像日漸成為初鹿村村民的信仰中心，每年由爐主負責祭祀。
後來在1970年3月，當時的爐主陳月桂以及其他村民開始向村長商議著在村內興建廟宇，以利於安放神像後供信徒供奉膜拜。由於建廟之事是初鹿村的地方大事，因此建廟提出後，開始有村民因為希望爭相供奉，造成彼此意見不合，後來一部份村民決定籌組鎮東宮，選擇在初鹿村梅園地區建廟。另一部份的村民則選在今初鹿活動中心一旁籌建讚天宮。
鎮東宮興建工程開始後，歷經1年的工期，於1971年10月竣工，並且也在此時廟裡同時增加祭祀關聖帝君、玄天上帝、五府千歲、保生大帝以及土地公等神像。而鄰近的讚天宮則是在1972年10月才成立。
1976年6月，鎮東宮再於大門處增建山門牌樓一座，後續又擴建後殿一間，用以增加祭祀觀音菩薩。

## 建築特色
初鹿鎮東宮的建築形式為二殿懸山式建築，主建築前設有一座半頂鋼筋混凝土結構的拜亭，左右邊為鐘鼓樓，前殿正中央安放著媽祖神像大媽、二媽、七媽共三尊，同時也安放著觀音菩薩、關聖帝君、保生大帝、池府、范府千歲等神像，左右邊則配祀註生娘娘、土地公等。
主建築左右廂房規劃成管理委員會的辦公室與香客房。初鹿鎮東宮內裝飾的剪黏藝術為該廟的重要特色，其剪黏物件從山門、鐘鼓樓、正殿、屋脊以及屋簷等皆能夠看到，並且造型多樣變化，有福祿壽、歷史人物、七層寶塔、龍鳳飛禽以及百花異草等各式剪黏造型。

## 重要祭典
鎮東宮於一之年中，重要的祭典有三個，第一為農曆3月23日的媽祖聖誕，第二是農曆7月15日的中元普渡，第三個是農曆10月15日的酬神謝平安，並且，每三年的媽祖聖誕鎮東宮便會舉辦一次為期兩天的繞境出巡活動，這時，來自臺東各地的陣頭都會前來參與盛會。
鎮東宮每隔一年會舉行一次進香活動，該活動將會返回嘉義縣太保市的鎮福宮謁祖。初鹿鎮東宮香火十分鼎盛，且有分靈到其他縣市，如花蓮縣富里鄉以及臺中市等地皆有其分靈後的廟宇，並且來自外地的進香者亦不少，而高雄市美濃區的聖德宮與臺中市的妙娘宮每年均會定期前來鎮東宮進香。

## 圖集

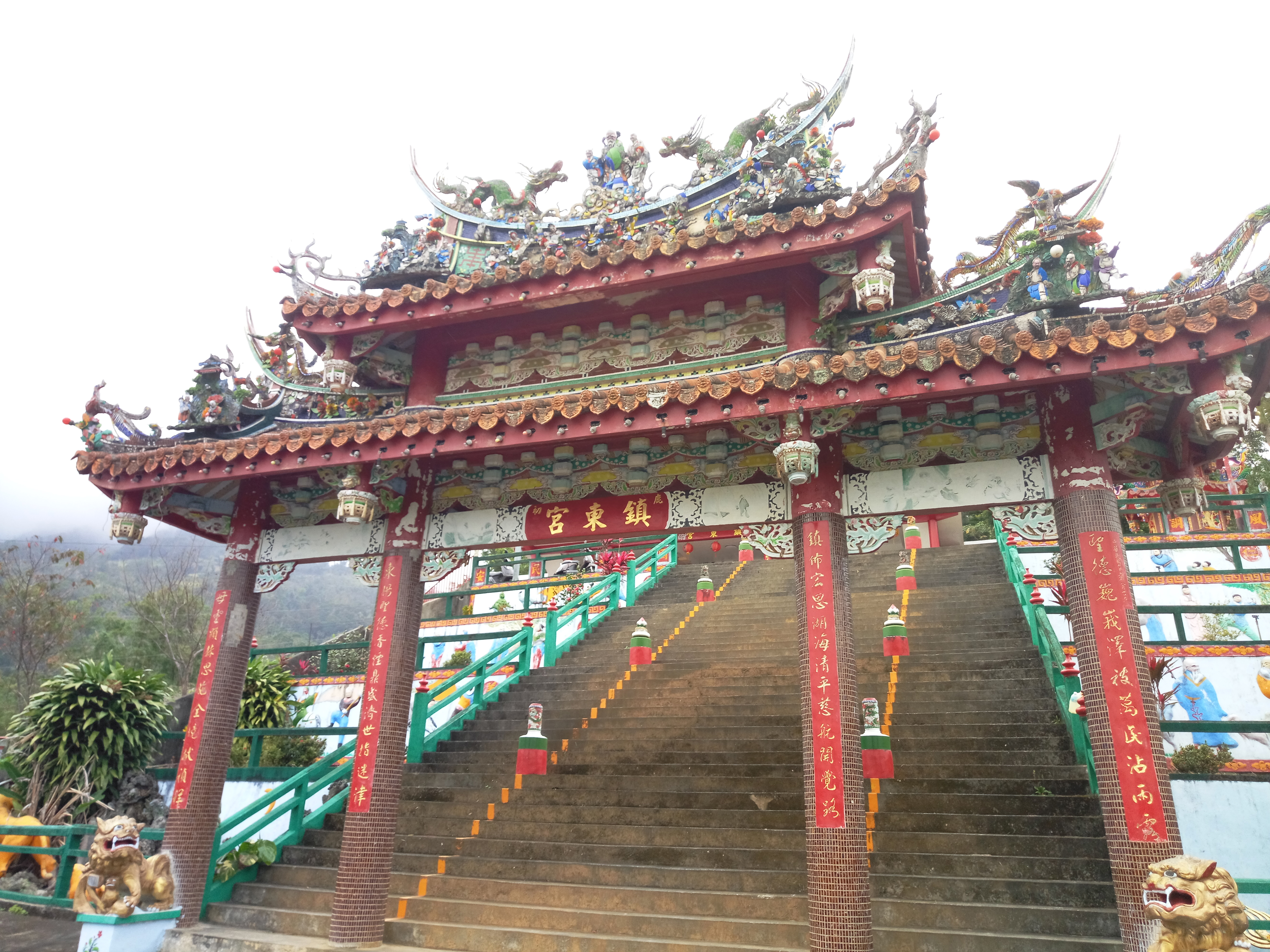
初鹿鎮東宮門樓
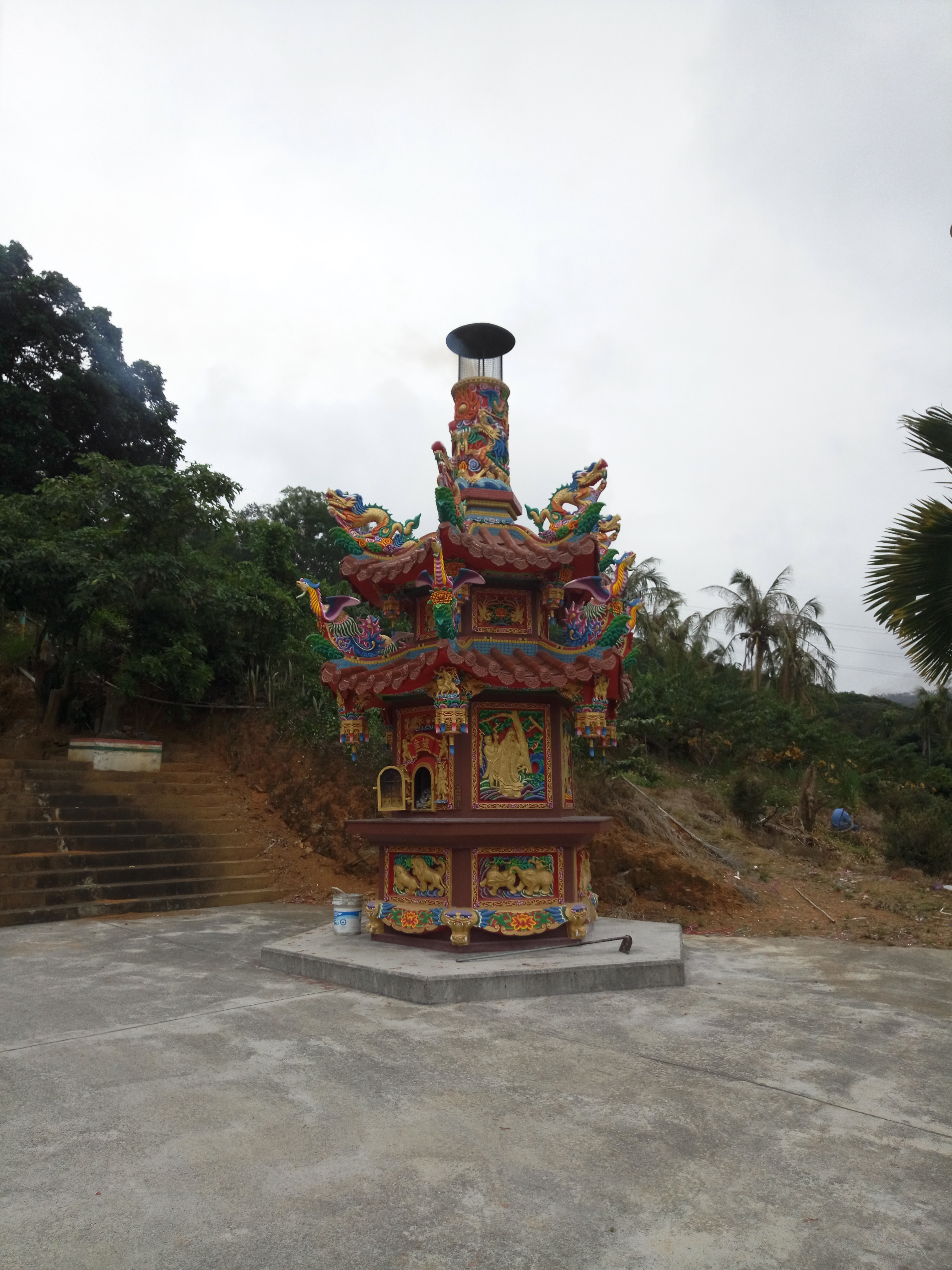
初鹿鎮東宮金爐
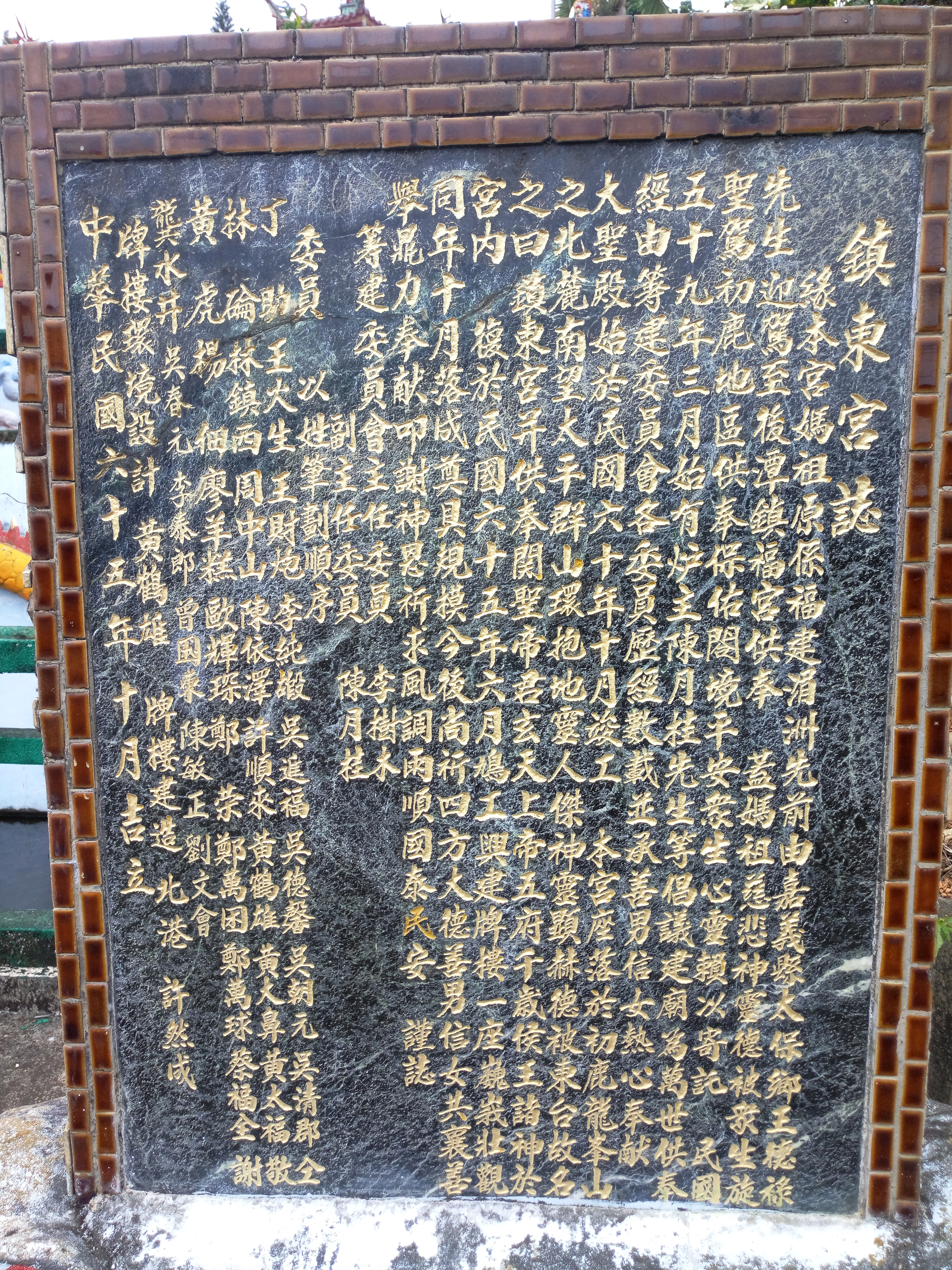
初鹿鎮東宮誌

## 資料來源
1. ↑  . 中華民國客家委員會.   [2017-02-09] （中文（臺灣））.[]
2. 1 2 3 4 5 6 7 8 9  . 教育大市集.   [2017-02-09] （中文（臺灣））.[]
3. 1 2  . 乾清宮發願籌備處.   [2017-02-09]. （原始内容存档于2020-09-27） （中文（臺灣））.
4. 1 2  . 初鹿讚天宮廟沿革誌.   [2017-02-09] （中文（臺灣））.[永久]